# Prostituce v Kamerunu
Prostituce v Kamerunu je nelegální, nicméně je tolerována, a to zejména v městských a turistických oblastech. V hlavním městě Kamerunu Yaoundé je hlavní čtvrtí, kde se provozuje prostituce Mini Ferme. Podle odhadů UNAIDS se v zemi prostitucí živí 112 000 lidí. Kamerun je cílem západních sexuálních turistů, a to zejména kvůli dětské prostituci. Kamerunská vláda se pokusila zastavit tento obchod pomocí přistoupení k mnohostranným úmluvám, jako například k chartě proti sexuálnímu turismu, kterou podepsala s Universal Federation of Travels Agents Associations (UFTAA).

## Právní situace
Ustanovení 343 trestního zákoníku Kamerunu říká, že komukoliv bez ohledu na pohlaví, jenž se účastní pravidelně sexuálního styku s ostatními za účelem zisku, hrozí odnětí svobody na šest měsíců až pět let a peněžitá pokuta. Jelikož je však obtížné prokázat obvyklost tohoto konání, je tento zákon prosazován jen zřídka.
Ustanovení 294 trestního zákoníku Kamerunu uvádí, že každý, kdo obstarává, napomáhá nebo usnadňuje provozování prostituce jiné osobě, nebo se podílí na výnosech z provozování prostituce jiné osoby, ať už obvyklé nebo jiné, či kdo je podporován osobou živící se prostitucí, hrozí mu odnětí svobody v délce šesti měsíců až pěti let a peněžitý trest. Ovšem v případě nátlaku a účasti nezletilé osoby (v Kamerunu osoba mladší 21 let) nebo v případě že je osoba majitelem či správcem zařízení, kde jsou nabízeny sexuální služby, hrozí pachateli dvojnásobný trest.
Ustanovení 361 trestního zákoníku Kamerunu obecně kriminalizuje pro obě pohlaví cizoložství. Vdané prostitutky a klienti se tedy dopouští přestupku. Ten je však zřídka vymáhán.
Právo v Kamerunu někdy podléhá korupci. Sexuální pracovnice jsou někdy zatýkané za jiný přestupek, například za to, že nemají u sebe doklady a musí zaplatit úplatek, aby byly propuštěny. Existují i záznamy o sexuálním násilí, znásilnění a  nechráněném sexu s policisty za účelem propuštění z vazby.

## HIV
Stejně jako v dalších zemích subsaharské Afriky je i v Kamerunu problémem HIV. Jednou z vysoce rizikových skupin obyvatelstva jsou prostitutky. Agentura UNAIDS odhadla, že v roce 2016 byla prevalence HIV mezi sexuálními pracovnicemi v Kamerunu 24,3 %. V zemi se však zlepšuje přístup sexuálních pracovníků ke zdravotní péči a antiretrovirovým lékům.
V roce 2005 americká biofarmaceutická společnost Gilead Sciences navrhla provedení klinických testů nového antiretrovirového léku na prostitutkách v Douale. Proti tomuto záměru bylo protestováno. S klinickými testy nesouhlasila například ani aktivistická skupina proti AIDS ACT UP.

## Sexuální vykořisťování a obchod s lidmi
Kamerun je zdrojovou, tranzitní i cílovou zemí pro ženy a děti vystavené sexuálnímu vykořisťování a obchodu s lidmi. Obchodníci s dětmi často používají příslib vzdělání nebo lepšího života ve městě, aby přesvědčily venkovské rodiče k odevzdání svých dětí zprostředkovateli, který pak s dětmi obchoduje. Obchodníci s dětmi své oběti také často unáší, protože se zvyšuje povědomí veřejnosti o obchodu s lidmi, které vedlo rodiče k tomu, že jsou méně ochotní dávat své děti prostředníkům. Někdy se obchodu s dětmi dopouští jejich příbuzní. Obzvláště zranitelní jsou sirotci a děti bez domova. Lákáni do měst jsou i mladiství z ekonomicky znevýhodněných rodin, kam odchází s perspektivou zaměstnání, ale namísto toho jsou vystaveni sexuálnímu vykořisťování.
Kamerunské ženy i muži jsou lákáni do Evropy a dalších regionů internetovými nabídkami podvodných sňatků nebo nabídkami dobře placeného zaměstnání a následně jsou nuceni k prostituci. Kamerunci ze znevýhodněných sociálních vrstev, venkovských oblastí a studenti jsou stále častěji sexuálně vykořisťováni při prostituci na Středním východě, zejména v Kuvajtu a Libanonu, ale také v Evropě, například ve Finsku, v USA nebo v některých afrických zemích, například v Nigérii. Některé ženy uvedly, že byly přijaty jako domácí hospodyně v Kuvajtu, ale po příjezdu byly prodány v „obchodech s otroky“. Sítě s obchodníky s lidmi obvykle zahrnují náborové agentury v cílové zemi, které používají kamerunské zprostředkovatele k podvodnému náboru pro práci v zahraničí. Rozšiřující se povědomí o podvodných pracovních náborech způsobilo, že obchodníci s lidmi pracují s větší diskrétností a často posílají své oběti k cestě na Střední východ přes sousední země, včetně Nigérie. Kamerunské ženy také často cestují přes Maroko do Evropy, kde jsou evropskými obchodníky s lidmi často nuceny k prostituci.
Kamerunská vláda začlenila zákon proti obchodu s lidmi z roku 2011 do trestního zákoníku pod ustanovení 342-1. Na rozdíl od mezinárodního práva pro zločin sex traffickingu kamerunský zákon vyžaduje, aby bylo k činu použito vyhrožování, vydírání či jiná forma nátlaku. Při odsouzení hrozí za tento čin odnětí svobody po dobu 10 až 20 let a pokuta 50 tisíc až milion franků CFA. Pokud je obětí osoba mladší 15 let, při činu byla použita zbraň nebo pokud oběť utrpěla vážné zranění v důsledku obchodu s lidmi, jsou tresty ještě přísnější. 